# Montgomery (Illinois)
Montgomery é uma vila localizada no estado americano de Illinois, no Condado de Kane e Condado de Kendall.

## Demografia
Segundo o censo americano de 2000, a sua população era de 5471 habitantes.
Em 2006, foi estimada uma população de 13.667, um aumento de 8196 (149.8%).

## Geografia
De acordo com o United States Census Bureau tem uma área de
17,1 km², dos quais 16,6 km² cobertos por terra e 0,5 km² cobertos por água.

## Localidades na vizinhança
O diagrama seguinte representa as localidades num raio de 12 km ao redor de Montgomery.